# 蓮川久美
蓮川 久美（はすかわ くみ、1929年4月21日 - ）は、日本の元女優。北海道出身。本名は加納 京子。
旧芸名は蓮川 くみ。たむらプロに所属していた。

## 略歴
北海道庁立帯広高等女学校卒業。1951年、劇団ぶどうの会入会。1961年、劇団風入団。

## 出演作品

### テレビドラマ
- びっくりくん（1958年 - 1959年、NHK）
- ヤシカゴールデン劇場 / 赤い陣羽織（1959年、NTV）
- 特別機動捜査隊（NET / 東映）
  - 第144話「倒産」（1964年）
  - 第301話「女を喰う虫」（1967年）
  - 第339話「愛情山脈」（1968年） - 妙子
  - 第376話「青いフットライト」（1969年）
  - 第460話「砂の墓」（1970年） - 久仁子
  - 第491話「最後の道化師」（1971年） - 園子
  - 第512話「高倉主任誕生」（1971年） - 君枝
  - 第532話「裏町の女」（1972年） - 瑞江
- シオノギテレビ劇場 / 有馬稲子アワー 喪われた街（1965年、CX）
- あなた事件よ!（1966年、ABC）
- アイウエオ 第7話（1967年、NHK）
- テレビ映画 / 奈々とその母（1968年、TBS）
- コメットさん 第1期 第42話「アヒルの行進曲」（1968年、TBS / 国際放映） - ケン坊の母
- フジ三太郎 第20話「天下泰平」（1969年、TBS / 国際放映）
- ジャンケンケンちゃん 第29話「ガラクタ広場の決闘」（1969年、TBS）
- コント55号60分一本勝負 第7話「海の男の子守唄」（1970年、NET）
- タケダアワー / 柔道一直線 第59話「闘魂・柔道ダブルヘッダー －真の団結とはなにか－」（1970年、TBS / 東映）
- 人形佐七捕物帳 第2話「謎の銀かんざし」（1971年、NET / 東宝）
- ファミリー劇場 / 右むいて左 第3話「傷痕」（1971年、NET / 東京都教育庁）
- 少年ドラマシリーズ / タイム・トラベラー（1972年、NHK） - 芳山和子の母
- 好き! すき!! 魔女先生 第16話「ゴキブリ父ちゃん! 怪人レスラーもビックリ」（1972年、ABC / 東映） - 教頭先生の妻
- ブラザー劇場 / 刑事くん（TBS / 東映）
  - 第1部 第23話「九州から来たあいつ」（1972年）
  - 第2部 第21話「手探りで幸せを…」（1973年）
- 仮面ライダーシリーズ（MBS / 東映）
  - 仮面ライダー 第49話「人喰い怪人イソギンチャック」（1972年） - 金尾増代
  - 仮面ライダーV3 第36話「空の魔人 ツバサ軍団」（1973年） - 井沢局長の妻
- 月曜スター劇場 / あの橋の畔で 第6話「慕情の祈り」（1972年、NTV）
- 赤ひげ 第19話「ひとり」（1973年、NHK） - すみ
- 火曜劇場 / 加那子という女 第8話（1973年、NTV / 東宝）
- 剣客商売 加藤剛・山形勲版 第17話「兎と熊」（1973年、CX / 東宝）
- ウルトラマンタロウ 第29話「ベムスター復活! タロウ絶体絶命!」、第30話「逆襲! 怪獣軍団」（1973年、TBS / 円谷プロ） - 佐野トオルの母
- 東芝日曜劇場（TBS）
  - 聖夜（1973年）
  - 九百回記念ふるさとシリーズ 第3作「浅き春の里」（1974年）
- 花王 愛の劇場（TBS）
  - 放浪記 第17話 - 第22話（1974年）
  - 絶唱（1976年）
- 特捜記者 犯罪を追え 第19話「闇に去った女」（1974年、KTV / 松竹）
- 夜明けの刑事 第1話「女の悲鳴」（1974年、TBS / 大映テレビ）
- 大河ドラマ / 元禄太平記（1975年、NHK） - お房